# Chézeaux
Chézeaux ist eine französische Gemeinde mit 78 Einwohnern (Stand: 1. Januar 2022) im Département Haute-Marne in der Region Grand Est (vor 2016 Champagne-Ardenne); sie gehört zum Arrondissement Langres und zum Kanton Chalindrey.

## Geografie
Chézeaux liegt etwa 44 Kilometer südöstlich von Chaumont am Fluss Petite Amance. Umgeben wird Chézeaux von den Nachbargemeinden Coiffy-le-Bas und Coiffy-le-Haut im Norden, Montcharvot im Nordosten, Voisey im Osten, Soyers im Osten und Südosten, Anrosey im Süden, Champigny-sous-Varennes im Süden und Westen sowie Varennes-sur-Amance im Nordwesten.

## Geschichte
Von 1972 bis 2012 war Chézeaux mit den Ortschaften Champigny-sous-Varennes und Varennes-sur-Amance Teil der Gemeinde Terre-Natale.

### Bevölkerungsentwicklung
| Jahr                       | 1962 | 1968 | 2013 | 2019 |
| Einwohner                  | 162  | 162  | 72   | 76   |
| Quellen: Cassini und INSEE |      |      |      |      |

## Sehenswürdigkeiten
- Wegekreuz aus dem 17. Jahrhundert, seit 1929 als Monument historique eingeschrieben